# Настоящий американец (телесериал)
«Настоящий американец» (англ. All American) — американский драматический сериал, транслирующийся на канале CW. Премьера телесериала состоялась 10 октября 2018 года. Сериал вдохновлён реальной историей жизни футболиста Спенсера Пэйсингера.
24 апреля 2019 года канал CW продлил телесериал на второй сезон. 22 марта 2022 года телесериал был продлен на пятый сезон. Премьера пятого сезона состоялась 10 октября 2022 года. 11 января 2023 года телесериал был продлен на шестой сезон премьера которого состоялась 1 апреля 2024 года. В июне 2024 года телесериал был продлен на седьмой сезон.
Премьера седьмого сезона телесериала состоялась 29 января 2025 года. 2 июня 2025 года телесериал был продлен на последний восьмой сезон.

## Сюжет
Сериал рассказывает о Спенсере Джеймсе (Дэниэл Эзра), талантливом футболисте из Креншоу, неблагополучного района в Южном Лос-Анджелесе, известного криминальной обстановкой и расовыми конфликтами. Его жизнь меняется, когда тренер футбольной команды школы Беверли-Хиллз Билли Бейкер (Тэй Диггз) приглашает его присоединиться к команде. Переезд в богатый и безопасный район открывает Спенсеру новые возможности, включая перспективы профессиональной спортивной карьеры, но также создаёт трудности адаптации среди обеспеченных одноклассников, где он чувствует себя лишним.
Сюжет фокусируется на балансе между личной жизнью Спенсера, его спортивными амбициями и сложными отношениями с семьёй, друзьями и новыми знакомыми. Сериал затрагивает такие темы, как социальное неравенство, расизм, семейные ценности, зависимость, дружба и взросление. Каждый сезон добавляет новые сюжетные линии, включая конфликты внутри футбольной команды, личные драмы персонажей и их стремление к самореализации.
История охватывает не только жизнь самого Спенсера, но и его близкого окружения — друзей, тренеров, семьи и других игроков, сталкивающихся с личными и социальными вызовами.

## Краткое содержание сезонов

### Сезон 1 (2018–2019)
Спенсер Джеймс (Дэниэл Эзра), перспективный игрок в американский футбол из школы в Южном Централе, районе Лос-Анджелеса с высоким уровнем преступности, получает предложение от тренера Билли Бейкера (Тэй Диггз) присоединиться к футбольной команде средней школы Беверли-Хиллз. Переезд в богатый пригород вынуждает Спенсера адаптироваться к новой социальной среде, где он сталкивается с культурными и классовыми различиями. Сезон фокусируется на его попытках сбалансировать спортивные амбиции, лояльность семье и друзьям из родного района, а также наладить отношения с новыми одноклассниками, включая Джордана Бейкера (Майкл Эванс Белинг) и Оливию (Саманта Логан).  Действие сопровождается яркими футбольными сценами и личными драмами.

### Сезон 2 (2019–2020)
Спенсер продолжает играть за команду Беверли-Хиллз, но сталкивается с новыми вызовами, связанными с конкуренцией в спорте и напряжением в личной жизни. Его связь с Южным Централом остаётся важной частью идентичности, и он стремится поддерживать отношения с друзьями, такими как Куп (Bre-Z) и семьёй. Сезон углубляется в динамику отношений с тренером Бейкером и его семьёй, а также исследует романтические и дружеские связи Спенсера. В центре внимания — борьба за лидерство в команде и принятие решений, которые могут повлиять на будущее.

### Сезон 3 (2021)
Действие разворачивается в выпускном классе школы. Спенсер и его друзья, включая Лейлу (Грета Онейогоу) и Ашера (Коди Кристиан), готовятся к следующему этапу жизни, связанному с поступлением в колледж и перспективами в профессиональном футболе. Сезон акцентирует внимание на личной ответственности и лидерстве, поскольку Спенсер сталкивается с необходимостью принимать сложные решения, влияющие на его окружение. Напряжение между Южным Централом и Беверли-Хиллз усиливается, отражая социальные и культурные конфликты. Сезон включает эмоциональные моменты и значимые футбольные матчи.

### Сезон 4 (2021–2022)
Спенсер и его одноклассники переходят к новым этапам жизни, связанным с окончанием школы и началом взрослой жизни. Футбол остаётся центральным элементом, но выбор колледжа и карьерные устремления создают напряжение в отношениях с друзьями и семьёй. Сезон исследует, как герои справляются с личными целями, сохраняя связь с корнями. Особое внимание уделяется Спенсеру, который пытается найти своё место в мире, и его взаимодействию с близкими, включая мать Грейс (Карима Уэстбрук) и брата Диллона (Джалын Холл). 

### Сезон 5 (2022–2023)
Действие переносится в колледж, где Спенсер и его друзья сталкиваются с новыми вызовами в спорте и личной жизни. Уровень конкуренции в футболе возрастает, а давление на Спенсера как на потенциального профессионального игрока НФЛ, усиливается. Сезон фокусируется на его попытках реализовать мечты, не теряя связи с Южным Централом и близкими. Друзья Спенсера также сталкиваются с собственными испытаниями, связанными с карьерой и отношениями. 

### Сезон 6 (2024)
Спенсер продолжает прокладывать путь в  футболе, сталкиваясь с более высокими ставками и конкуренцией. Сезон углубляется в его личные и профессиональные стремления, а также в отношения с друзьями и семьёй, которые подвергаются новым испытаниям. Герои борются за достижение своих целей в условиях внешних и внутренних конфликтов, сохраняя связь с сообществом. Сезон подчёркивает эмоциональную глубину и динамичные спортивные сцены.

### Сезон 7 (2025)
Повествование сосредоточилось на Джордане Бейкере (Майкл Эванс Белинг), Лейле Китинг (Грета Онейогоу) и Куп (Bre-Z), которые вступают во взрослую жизнь, одновременно наставляя новое поколение подростков из Беверли-Хиллз и Креншоу. Джордан и Лейла, теперь сталкиваются с новыми вызовами, балансируя между личной жизнью и карьерой. 
Ключевыми новыми персонажами стали Кэссиус Джереми (Ози Икхайл), назначенный новым футбольным тренером в Беверли-Хиллз, и его сын Кингстон «Кей-Джей» Джереми (Натаниэль Макинтайр), амбициозный квотербек, стремящийся попасть в НФЛ. Сезон также исследует личные истории Амины Симмс (Алексис Чикаезе) и Халила Эдвардса (Антонио Дж. Белл), затрагивая темы взросления, самоопределения и преодоления личных трудностей.

## В ролях

### Основной состав
| Дэниел Эзра         | Спенсер Джеймс              | Постоянно       | Постоянно       | Постоянно       | Постоянно       | Постоянно       | Постоянно       | Гость           |                 |                 |                 |                 |                 |                 |
| Bre-Z               | Тамия «Куп» Купер           | Постоянно       | Постоянно       | Постоянно       | Постоянно       | Постоянно       | Постоянно       | Постоянно       |                 |                 |                 |                 |                 |                 |
| Грета Онейогоу      | Лейла Китинг                | Постоянно       | Постоянно       | Постоянно       | Постоянно       | Постоянно       | Постоянно       | Постоянно       |                 |                 |                 |                 |                 |                 |
| Саманта Логан       | Оливия Бейкер               | Постоянно       | Постоянно       | Постоянно       | Постоянно       | Постоянно       | Постоянно       | Гость           |                 |                 |                 |                 |                 |                 |
| Майкл Эванс Белинг  | Джордан Бейкер              | Постоянно       | Постоянно       | Постоянно       | Постоянно       | Постоянно       | Постоянно       | Постоянно       |                 |                 |                 |                 |                 |                 |
| Коди Кристиан       | Ашер Адамс                  | Постоянно       | Постоянно       | Постоянно       | Постоянно       | Постоянно       | Постоянно       | Гость           |                 |                 |                 |                 |                 |                 |
| Карима Уэстбрук     | Грейс Джеймс                | Постоянно       | Постоянно       | Постоянно       | Постоянно       | Постоянно       | Постоянно       | Does not appear | Does not appear | Does not appear | Does not appear | Does not appear | Does not appear | Does not appear |
| Монит Мазу          | Лора Файн-Бейкер            | Постоянно       | Постоянно       | Постоянно       | Постоянно       | Постоянно       | Постоянно       | Гость           |                 |                 |                 |                 |                 |                 |
| Тэй Диггз           | Главный тренер Билли Бейкер | Постоянно       | Постоянно       | Постоянно       | Постоянно       | Постоянно       | Гость           | Does not appear | Does not appear | Does not appear | Does not appear | Does not appear | Does not appear | Does not appear |
| Джалин Холл         | Диллон Джеймс               | Периодически    | Постоянно       | Постоянно       | Постоянно       | Постоянно       | Постоянно       | Гость           |                 |                 |                 |                 |                 |                 |
| Челси Таварес       | Пейшенс Робертс             | Периодически    | Периодически    | Постоянно       | Постоянно       | Постоянно       | Постоянно       | Гость           |                 |                 |                 |                 |                 |                 |
| Хантер Клоудус      | Джей Джей Паркер            | Периодически    | Периодически    | Периодически    | Постоянно       | Постоянно       | Does not appear | Does not appear |                 |                 |                 |                 |                 |                 |
| Алексис Чикаезе     | Амина Симмс                 | Does not appear | Does not appear | Does not appear | Does not appear | Does not appear | Гость           | Постоянно       |                 |                 |                 |                 |                 |                 |
| Ози Икхайл          | Кассиус Джереми             | Does not appear | Does not appear | Does not appear | Does not appear | Does not appear | Does not appear | Постоянно       |                 |                 |                 |                 |                 |                 |
| Натаниэль Макинтайр | Кингстон «Кей Джей» Джереми | Does not appear | Does not appear | Does not appear | Does not appear | Does not appear | Does not appear | Постоянно       |                 |                 |                 |                 |                 |                 |
| Антонио Дж. Белл    | Халил Эдвардс               | Does not appear | Does not appear | Does not appear | Does not appear | Does not appear | Does not appear | Постоянно       |                 |                 |                 |                 |                 |                 |

## Производство

### Разработка
Сериал создан Эйприл Блэр, которая вдохновилась историей Спенсера Пэйсингера, бывшего игрока НФЛ, перешедшего из школы в Южном Централе в Беверли-Хиллз. Пэйсингер выступил консультантом, чтобы обеспечить достоверность сюжета. Производством занимаются компании Berlanti Productions, CBS Television Studios и Warner Bros. Television. Съёмки проходят в Лос-Анджелесе, включая реальные локации Южного Централа и Беверли-Хиллз.
2 октября 2018 года было сообщено, что Блэр ушла с поста шоураннера по «личным причинам» и впоследствии была заменена соисполнительным продюсером Нкечи Окоро Кэрроллом, который также стал исполнительным продюсером.   8 октября 2018 года CW заказал пять дополнительных сценариев для сериала. 8 ноября 2018 года было объявлено, что CW заказал еще три эпизода сериала, доведя общее количество эпизодов первого сезона до 16. 24 апреля 2019 года было сообщено, что  CW продлил сериал на второй сезон.  Премьера второго сезона состоялась 7 октября 2019 года.  8 октября 2019 года CW заказал еще три эпизода для второго сезона сериала. 7 января 2020 года сериал был продлен на третий сезон, премьера которого состоялась 18 января 2021 года. 3 февраля 2021 года телеканал CW продлил сериал на четвертый сезон, премьера которого состоялась 25 октября 2021 года.  22 марта 2022 года телеканал CW продлил сериал на пятый сезон, премьера которого состоялась 10 октября 2022 года. 11 января 2023 года телеканал CW продлил сериал на шестой сезон, премьера которого состоялась 1 апреля 2024 года.  Продление было частью сделки, по которой телеканал CW был продан компании Nexstar ,  при этом размер шестого сезона был увеличен с 13 до 15 эпизодов. 22 апреля 2024 г.  3 июня 2024 года телеканал CW продлил сериал на 13-серийный седьмой сезон, премьера которого состоялась 29 января 2025 года.
Финал седьмого сезона, вышедший 5 мая 2025 года, завершил основные сюжетные линии, оставив пространство для развития в будущем. На данный момент официального подтверждения о производстве восьмого сезона нет. Однако шоураннер сериала, Нкечи Окоро Кэрролл, выразила оптимизм относительно будущего проекта, и переговоры о продлении продолжаются. 

### Кастинг
22 февраля 2018 года Тэй Диггс был утвержден на роль Билли Бейкера, а неделю спустя Саманта Логан была утверждена на роль Оливии Бейкер, его дочери. Остальной актерский состав был укомплектован до середины марта: 15 марта 2018 года Бре-Зи и Грета Ониегоу были утверждены на роли Тамии Купер и Лейлы Китинг соответственно, а на следующий день Моне Мазур , Майкл Эванс Белинг и Коди Кристиан были утверждены на роли Лоры Файн-Бейкер, матери Оливии; Джордана Бейкера, брата Оливии; и Эшера соответственно. Карима Уэстбрук была утверждена на роль Грейс Джеймс 19 марта 2018 года, а британский актер Дэниел Эзра был утвержден на главную роль Спенсера Джеймса 21 марта 2018 года. 31 мая 2018 года Джейлин Холл был повышен до постоянного актера сериала в роли Диллона, младшего брата Спенсера. 1 октября 2020 года Челси Таварес была повышена до постоянного актера сериала в третьем сезоне. 4 октября 2021 года Хантер Клоудас был повышен до постоянного актера сериала в четвертом сезоне. 24 июня 2024 года было объявлено, что Дэниел Эзра не вернется в качестве постоянного актера сериала в седьмом сезоне, после того как он принял решение вместе с шоураннером Нкечи Окоро Кэрроллом до начала производства шестого сезона. 24 сентября 2024 года было объявлено, что Саманта Логан, Коди Кристиан, Карима Уэстбрук, Моне Мазур и Челси Таварес также не вернутся в качестве постоянных актеров сериала в седьмом сезоне, но было подтверждено, что Эзра появится в качестве гостя, как и другие бывшие члены основного состава, а также станет режиссером. Также сообщалось, что Оси Икхайл и Натаниэль Макинтайр присоединились к основному составу соответственно в качестве Кассиуса Джереми, нового футбольного тренера Беверли Хай, и Кингстона Джереми, сына Кассиуса, в то время как Антонио Дж. Белл и Алексис Чикаезе были повышены до постоянных актеров сериала в седьмом сезоне. 10 октября 2024 года стало известно, что Логан появится в качестве приглашенной звезды во втором эпизоде седьмого сезона. 29 января 2025 года, в преддверии премьеры седьмого сезона, Нкечи Окоро Кэрролл заявил, что почти каждый бывший участник актёрского состава «возвращается в той или иной роли несколько раз [в течение] сезона», и подтвердил, что Таварес и Мазур оба должны появиться в качестве гостей.

### Знаменитые гости
- Чип Келли в роли самого себя (специальный гость 2-го сезона)
- Меррик Маккарта в роли Роберта Хикса (сезоны 2 и 3), отца Симоны и мужа Тины.
- Cordae в роли самого себя (специальный гость, 3 сезон)
- ДеШон Джексон в роли самого себя (специальный гость, 3 сезон)
- Джоанна «ДжоДжо» Левеск в роли Сабины (специальный гость 4 сезона),  наставницы Лейлы в музыкальном искусстве и продюсировании.[34]
- Джон Сэлли в роли самого себя (специальный гость 5 сезона)
- Дарон Околи в роли Сала Домингеса (5 сезоны) [35]
- Tribe Mafia в роли самих себя (фоновая музыка 5 сезона) [36]

### Влияние и культурное значение
- Сериал стал платформой для обсуждения системного расизма и классового неравенства в США. Например, третий сезон (2021) напрямую затронул протесты Black Lives Matter, отражая реальные события 2020 года.[37][38][39][40] Это вызвало широкий отклик в СМИ и социальных сетях, где зрители хвалили сериал за смелость и актуальность.
- Персонажи, такие как Оливия Бейкер (Саманта Логан), борющаяся с зависимостью, и Спенсер Джеймс (Дэниел Эзра) , сталкивающийся с расовыми предрассудками, помогли нормализовать разговоры о ментальном здоровье и дискриминации среди подростков.
- Сериал получил похвалу за разнообразный актёрский состав и достоверное изображение жизни афроамериканских сообществ. Он представляет как жителей Южного Централа, так и элиту Беверли-Хиллз, создавая мост между разными социальными группами.
- «Настоящий американец» возродил интерес к жанру спортивной драмы на телевидении, вдохновив другие проекты, такие как Спин-офф Настоящий американец: Возвращение домой . Сериал выделяется реалистичными сценами американского футбола, снятыми с участием профессиональных тренеров и школьных команд, что привлекло внимание спортивных фанатов.
- Спин-офф Настоящий американец: Возвращение домой стал одним из первых сериалов, посвящённых жизни в исторически чёрных университетах (HBCU), что способствовало популяризации этой темы на телевидении.[41][42]
- Саундтрек, включающий хип-хоп и R&B от таких артистов, как Nipsey Hussle, H.E.R, усилил культурную аутентичность и популяризовал афроамериканскую музыку среди широкой аудитории.
- Сериал имеет активное сообщество в социальных сетях, таких как X и Instagram, где фанаты обсуждают сюжетные повороты, персонажей и музыкальное сопровождение. Хэштеги #AllAmerican и #SpencerJames часто становятся трендовыми во время выхода новых эпизодов.

### Интересные факты
- Спенсер Пэйсингер, чья жизнь вдохновила сериал, появлялся в эпизодической роли в первом сезоне.
- Сцены футбольных матчей снимались с участием реальных школьных команд Лос-Анджелеса.
- Сериал активно поддерживает движение Black Lives Matter, интегрируя его в сюжет третьего сезона.[43]
- Премьера второго сезона под названием "Hussle & Motivate" является данью уважения Nipsey Hussle, который был значимой фигурой в сообществе Южного Лос-Анджелеса, где разворачиваются события сериала.

## Персонажи
Спенсер Джеймс и Спенсер Пейсингер
Главный герой сериала, Спенсер Джеймс (Дэниэл Эзра), изображен как талантливый и универсальный футболист, выступающий на позициях ресивера, защитника, возвращающего кик-оффы и, в некоторых эпизодах, раннинбека. Его игровой стиль подчеркивает атлетизм, лидерские качества и способность адаптироваться к различным ролям на поле, что усиливает драматизм сюжета. Персонаж вдохновлен реальной жизнью Спенсера Пейсингера, бывшего игрока НФЛ, который в старшей школе в Южном Лос-Анджелесе играл ресивером и защитником, будучи звездой местной лиги. В отличие от вымышленного Джеймса, чья универсальность преувеличена для драматического эффекта, Пейсингер в профессиональной карьере перешел на позицию лайнбэкера, демонстрируя более специализированный подход. Создатели сериала использовали опыт Пейсингера, который выступал консультантом, для создания аутентичного образа молодого спортсмена, сталкивающегося с социальными и личными вызовами.

### Подготовка
Для достоверного воплощения Спенсера Джеймса британский актер Дэниел Эзра, не имевший опыта в американском футболе, прошел интенсивную подготовку. Он изучал правила и культуру игры, смотрел NFL Network, постоянно носил с собой футбольный мяч, чтобы привыкнуть к обращению с ним, и тренировался с профессиональным тренером для отработки футбольных сцен. Чтобы передать аутентичный акцент и манеру жителей Креншоу, Эзра изучал творчество рэпера Nipsey Hussle, уроженца этого района, и подражал его речи.  Спенсер Пейсингер, чья жизнь легла в основу сериала, лично сопровождал Эзру и Тэя Диггса, исполнителя роли тренера Билли Бейкера, по району Креншоу, помогая актерам погрузиться в местную культуру и понять социальные реалии, показанные в сериале. Остальные актеры, игравшие футболистов, также проходили физическую подготовку.

## Обзор сезонов
| Сезон | Сезон | Эпизоды | Дата показа     | Дата показа   | Рейтинг Нильсона | Рейтинг Нильсона       |
| Сезон | Сезон | Эпизоды | Премьера        | Финал         | Ранк             | Зрители США (миллионы) |
| ----- | ----- | ------- | --------------- | ------------- | ---------------- | ---------------------- |
|       | 1     | 16      | 10 октября 2018 | 20 марта 2019 | 203              | 0,90                   |
|       | 2     | 16      | 7 октября 2019  | 9 марта 2020  | 127              | 1.18                   |
|       | 3     | 19      | 18 января 2021  | 19 июля 2021  | 135              | 1.40                   |
|       | 4     | 20      | 25 октября 2021 | 23 мая 2022   | 120              | 1.06                   |
|       | 5     | 20      | 10 октября 2022 | 15 мая 2023   | TBA              | TBA                    |
|       | 6     | 15      | 1 апреля 2024   | 15 июля 2024  | TBA              | TBA                    |
|       | 7     | 13      | 29 января 2025  | 5 мая 2025    | TBA              | TBA                    |